# Coprocultivo

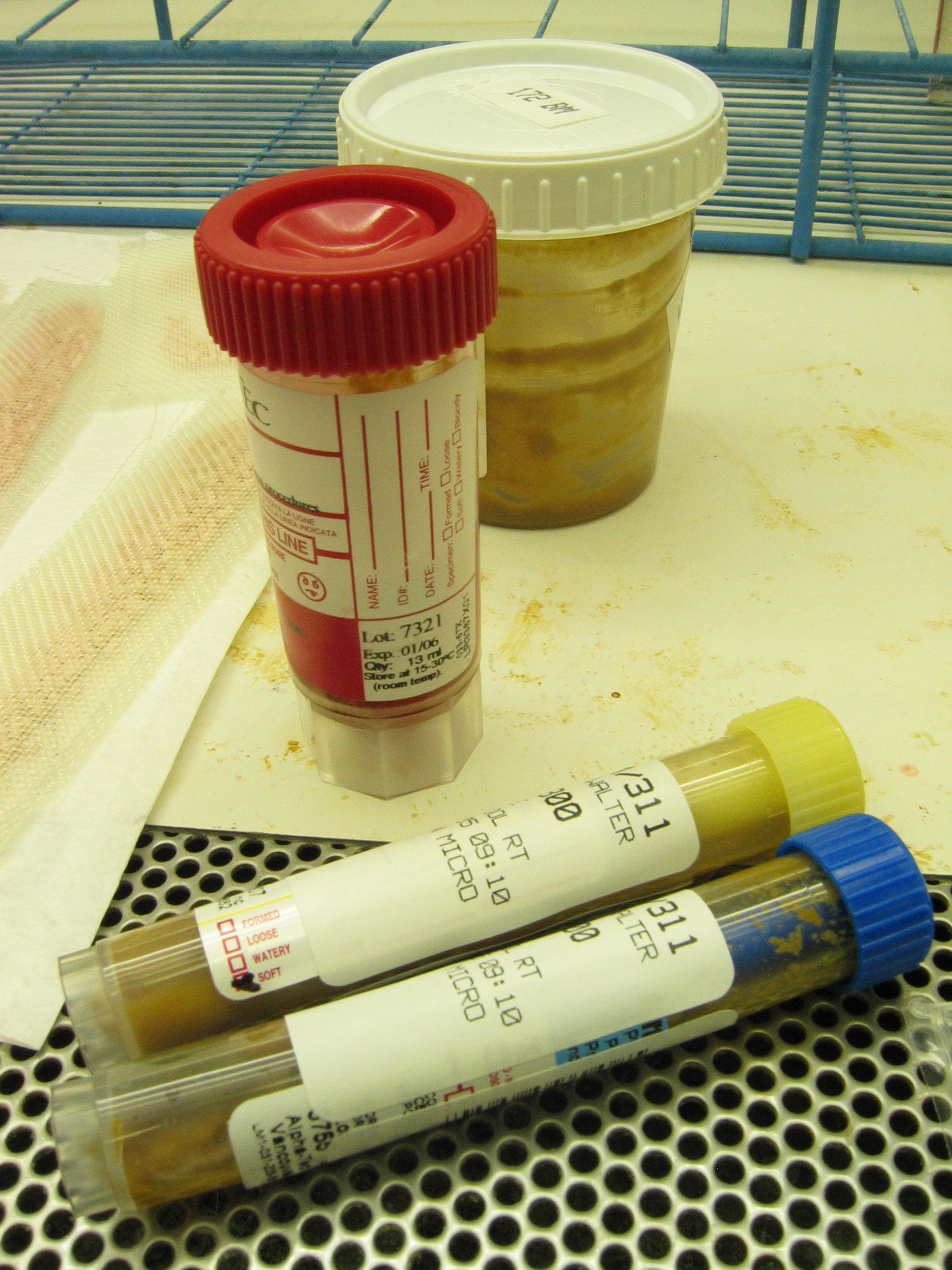
Transporte de heces humanas para coprocultivos. Tapas amarilla y azul para pruebas de parásitos, tapa roja para coprocultivos y tapa blanca para pacientes que han recogido la muestra ellos mismos.

El coprocultivo o cultivo de heces consiste en el cultivo de materia fecal. Es un método de diagnóstico microbiológico que permite identificar diferentes organismos causantes de enfermedades gastrointestinales.

## Finalidad
Es indicado para el diagnóstico de ciertas infecciones del aparato gastrointestinal, especialmente aquellas infecciones provocadas por bacterias.
Se utiliza para estudiar  casos de diarrea severa, persistente o recurrente sin causas conocidas, y en caso de diarreas asociadas al consumo de antibióticos.

## Modo a realizar

### Toma de muestras
La materia fecal para coprocultivo debe estar libre de contaminantes como orina o papel higiénico. 
Se puede obtener la muestra recogiendo las heces en una bolsa plástica adosada a la taza del inodoro o utilizando equipos de recolección comerciales. En caso de bebés, se puede adosar la bolsa al pañal. Una vez obtenida la muestra se debe colocar en un recipiente estéril y derivarla al laboratorio lo más rápido posible. 

### Técnica de laboratorio
Se realiza una siembra de heces sobre una caja de Petri que contiene un medio de crecimiento. Se vigila el crecimiento, y en caso de existir microorganismos se les identifica mediante microscopía o empleo de tinciones específicas.

### Exámenes complementarios
Por lo general, se realizan los siguientes exámenes para complementar el cultivo:
- Tinción de Gram en heces.
- Frotis fecal y parásitos.
- Sangre oculta.